# Großbettlingen
Großbettlingen település Németországban, azon belül Baden-Württembergben. Lakosainak száma 4397 fő (2023. december 31.).

## Népesség
A település népessége az elmúlt években az alábbi módon változott:
| Lakosok száma | 3345 | 4445 | 4449 | 4426 | 4397 | 4397 |
|               | 1975 | 2017 | 2019 | 2021 | 2022 | 2023 |